# Библека, Юлиан
Юлиан Библека (алб. Julian Bibleka; 4 мая 1996, Барилеве) — косоварский футболист, вратарь немецкого клуба «Каан-Мариенборн» и национальной сборной Косова.

## Клубная карьера
Юлиан Библека занимался футболом в немецком клубе «Айнтрахт Франкфурт». Летом 2015 года он присоединился к команде «СпВгг 05 Оберрад», выступавшей в Гессенлиге, а с начала 2016 года представляет клуб «ТСВ Штайнбах».

## Карьера в сборной
25 мая 2014 года Юлиан Библека дебютировал в составе сборной Косова в товарищеском матче против команды Сенегала, выйдя на замену в конце поединка.

## Статистика выступлений

### В сборной
| Матчи и пропущенные голы Юлиана Библеки за сборную Косова | Матчи и пропущенные голы Юлиана Библеки за сборную Косова | Матчи и пропущенные голы Юлиана Библеки за сборную Косова | Матчи и пропущенные голы Юлиана Библеки за сборную Косова | Матчи и пропущенные голы Юлиана Библеки за сборную Косова | Матчи и пропущенные голы Юлиана Библеки за сборную Косова | Матчи и пропущенные голы Юлиана Библеки за сборную Косова |
| №                                                         | Дата                                                      | Место проведения                                          | Соперник                                                  | Счёт                                                      | Голы                                                      | Соревнование                                              |
| --------------------------------------------------------- | --------------------------------------------------------- | --------------------------------------------------------- | --------------------------------------------------------- | --------------------------------------------------------- | --------------------------------------------------------- | --------------------------------------------------------- |
| 1                                                         | 25 мая 2014                                               | Стад де Женев, Женева                                     | Сенегал                                                   | 1:3                                                       | 0                                                         | Товарищеский матч                                         |

Итого: 1 матч / 0 голов; eu-football.info.